# Portrait de Maria Portinari
Le Portrait de Maria Portinari est une huile sur panneau de chêne de petite taille, réalisée entre 1470 et 1472 par le peintre flamand Hans Memling, qui utilise ici la technique de la tempera. Ce tableau représente Maria Maddalena Baroncelli, dont les informations biographiques sont limitées. Âgée d'environ 14 ans au moment de sa représentation, elle est dépeinte peu avant son mariage avec le banquier italien Tommaso Portinari.
Ce panneau est la partie droite d'un triptyque religieux, dont le panneau central perdu représentait une Vierge à l'Enfant. Le panneau gauche est un portrait de Tommaso Portinari, commanditaire de l'œuvre. Proche de Charles le Téméraire, il était directeur de la banque des Médicis à Bruges et mécène de la peinture flamande, avant de perdre son poste à la suite de prêts risqués et non garantis.
Les portraits de Maria Maddalena Baroncelli et de Tommaso Portinari sont présentés côte à côte au Metropolitan Museum of Art de New York. Le panneau central, en revanche, est désormais perdu. Certains historiens de l'art émettent l'hypothèse qu'il pourrait s'agir de la Vierge à l'Enfant du même artiste, œuvre conservée à la National Gallery de Londres.

## Description
Ce portrait en buste représente Maria Maddalena Baroncelli, épouse de Tommaso Portinari, représentée de trois quarts, le visage tourné vers la gauche. Ses traits, caractéristiques de l'esthétique nordique, reflètent les conventions de la haute société flamande et italienne de l'époque, dont elle adopte les codes vestimentaires. Elle est placée sur un fond sombre, uni et opaque, les mains jointes en prière. Les premières œuvres de Hans Memling sont caractérisées par la sobriété de leurs fonds, une tradition héritée de Jan van Eyck et de Rogier van der Weyden, et appréciée à la cour de Bourgogne. En revanche, ses œuvres ultérieures dépeignent des intérieurs plus élaborés ou des paysages encadrés de colonnes, comme en témoigne le Portrait de Benedetto Portinari. Cette évolution stylistique contribue à affiner la chronologie de son œuvre.

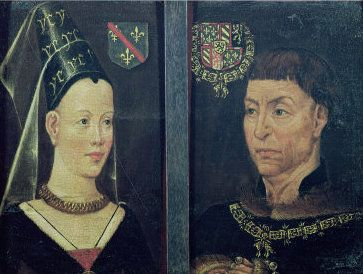
Double portrait de Charles le Téméraire et d'Isabelle de Bourbon. Artiste inconnu, XVI. Musée des Beaux-Arts de Gand.

Le portrait de Maria Portinari présente un visage idéalisé, conforme aux canons esthétiques de l'époque, caractérisé par des sourcils arqués et un nez allongé. L'historien de l'art Lorne Campbell met en évidence une similarité notable entre les traits de Maria Portinari et ceux de la Vierge représentée dans le panneau de Hans Memling, conservé au musée national d'Art ancien de Lisbonne. La composition du portrait révèle une légère disproportion entre la taille du corps et celle de la tête, une caractéristique récurrente dans les portraits nordiques de cette période, observable également dans les œuvres de Rogier van der Weyden et Petrus Christus. Les coudes de Maria Portinari reposent sur un parapet invisible, dont la ligne coïncide avec le bord inférieur du cadre en pierre peint, créant un effet de trompe-l'œil qui rapproche la figure du spectateur. Elle porte une alliance de mariage sobre, ornée de rubis et de saphirs, ainsi qu'un collier de joyaux aux teintes dominantes rouges et bleues, rappelant celui qu'elle arbore dans le Triptyque Portinari de Hugo van der Goes.
Maria Portinari porte un hennin noir tronqué, complété par un voile transparent descendant dans son dos et reposant sur ses épaules. La simplicité de cette coiffe met en évidence le collier qu'elle arbore. Son costume, de teinte sombre, présente un décolleté large mais haut et des manches bordées de fourrure blanche. Les traits de Maria Portinari se caractérisent par des yeux sombres, un nez proéminent, des lèvres charnues et un menton fin. Sa main visible, jointe en prière de manière asymétrique, est ornée d'une bague sertie de joyaux. Les manches sombres de sa robe révèlent un tissu rouge ou carmin, évoquant le velours, resserré par une ceinture blanche. Conformément à la mode de l'époque, qui privilégiait les fronts dégagés et les coiffures sculpturales, ses cheveux sont rasés sur le front,.

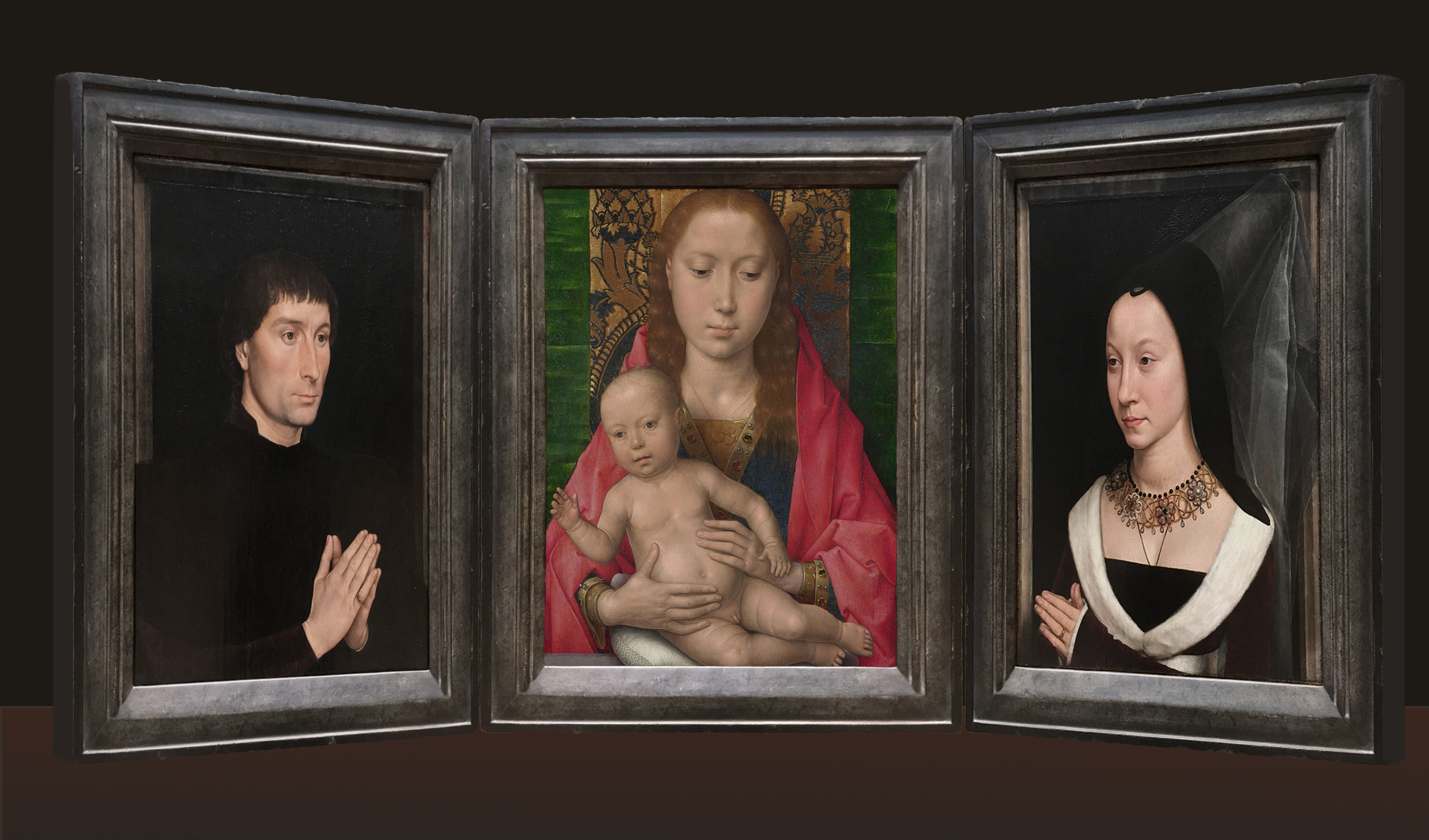
Proposition de reconstitution du triptyque initial, avec une Vierge à l'Enfant en son centre.

Le collier de Maria Portinari, réalisé en or, est orné de perles, de rubis et de saphirs. Il se compose de trois fleurs ouvertes, de couleurs blanche, rouge et gris-bleu, chacune sertie d'une pierre précieuse distincte. La partie supérieure du collier est constituée d'une rangée de perles d'onyx, auxquelles sont suspendus des éléments en fil d'or et émail gris-bleu, désignés par l'historienne de l'art Sophie McConnell comme des « petites larmes ». Ce collier présente des similitudes avec celui porté par Marguerite d'York lors de son mariage avec Charles le Téméraire en 1468, événement auquel la famille Portinari a assisté,. Un portrait double de Charles le Téméraire et d'Isabelle de Bourbon, conservé à Gand, met en évidence des analogies stylistiques entre les traits de Thomas Portinari et ceux de Charles, ainsi qu'entre Isabelle de Bourbon et Maria Portinari. Dirk de Vos propose l'hypothèse selon laquelle Hugo van der Goes aurait pu observer le panneau de Hans Memling lors de son séjour chez Tommaso Portinari vers 1479, et s'en inspirer pour sa propre œuvre.

## Commanditaire

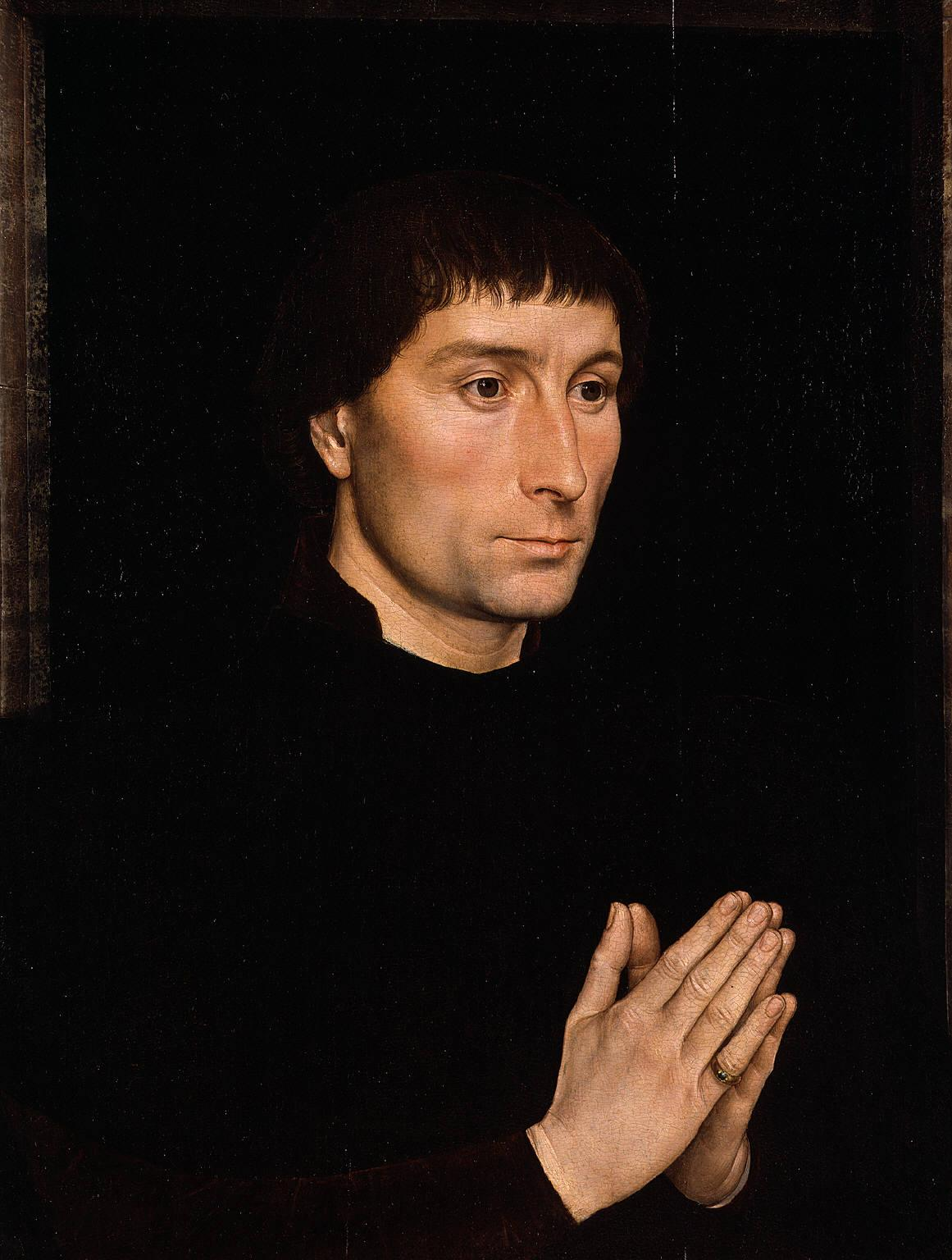
Portrait de Tommaso Portinari, c. 1470. Metropolitan Museum of Art, New York.

Tommaso Portinari, mécène et collectionneur d'art, commande le portrait de son épouse, Maria Portinari, afin de constituer le volet droit d'un triptyque. Le panneau central, représentant une Vierge à l'Enfant, est aujourd'hui disparu,. Maria Portinari est ainsi représentée en vis-à-vis de son époux. La taille réduite des panneaux et leur caractère intimiste suggèrent une fonction dévotionnelle privée. Toutefois, certains historiens de l'art, prenant en considération la perspicacité culturelle de Tommaso Portinari et son souci de prestige social, envisagent une possible exposition partielle de l'œuvre à un cercle restreint. Le triptyque est potentiellement destiné à la chapelle Portinari, située derrière l'abside de la basilique Sant'Eustorgio de Milan, édifiée entre 1462 et 1468.
Le portrait de Maria Portinari est commandé vers 1470, année de son mariage, ou peu après, alors qu'elle est âgée d'environ 14 ans. Son époux, Tommaso Portinari, représentant de la banque des Médicis à Bruges, connaît une ascension professionnelle initiale, mais ses prêts à risque accordés à Charles le Téméraire entraînent l'insolvabilité de la succursale. Il décède prématurément, et son portrait est mentionné pour la première fois dans l'inventaire de ses biens en 1501, établi après sa mort. Maria Portinari, alors veuve, assume la fonction d'exécutrice testamentaire, mais les détails de sa vie ultérieure sont peu connus. L'inventaire de 1501 décrit les deux portraits comme des volets d'un triptyque, dont le panneau central représentait une Vierge à l'Enfant, avec la mention « un petit panneau de grande valeur, avec une image de Notre-Dame au milieu et sur les côtés peints Tommaso et mona Maria son épouse ».

## État de conservation
Le panneau, qui témoigne d'une conservation remarquable, figure parmi les œuvres les mieux préservées de Hans Memling. L'analyse technique par radiographie révèle que le hennin comportait initialement des perles disposées en monogrammes « T » et « M », initiales de Tommaso et Maria Portinari qui symbolisent leur union matrimoniale. Des monogrammes similaires, réalisés en perles, sont également présents dans les portraits du couple peints par Hugo van der Goes. Maryan Ainsworth avance l'hypothèse que ces monogrammes ont été ultérieurement supprimés de la composition finale, car ils auraient pu être perçus comme une manifestation d'opulence excessive en présence de la Vierge à l'Enfant, objet de dévotion de Maria Portinari. L'oreille de Maria Portinari, initialement visible, est recouverte par la large bande frontale du hennin, une modification également observée dans le portrait de la donatrice du Triptyque Donne de Memling.

## Attribution et datation

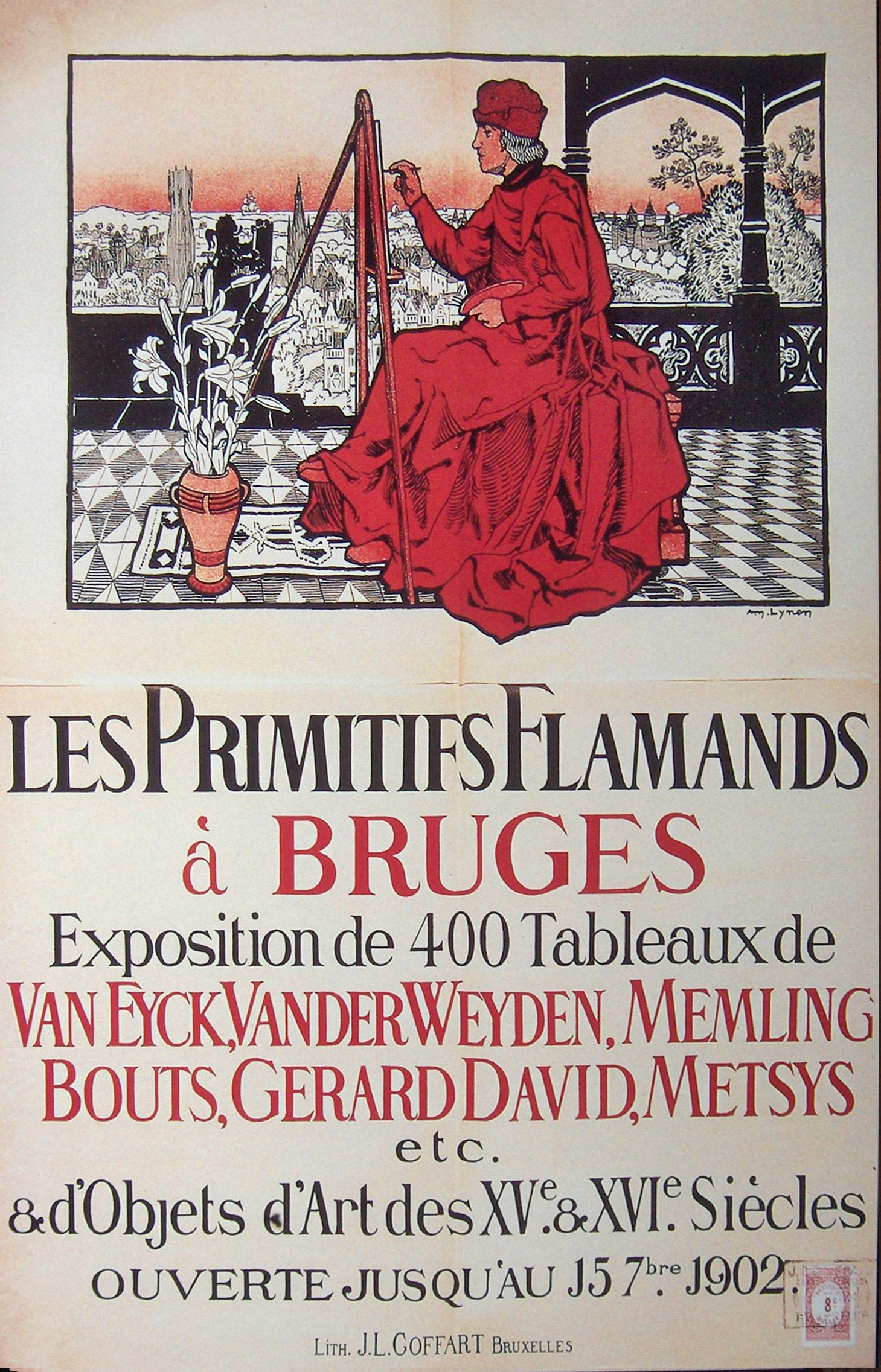
Affiche de l'exposition Les Primitifs flamands à Bruges par Amédée Lynen.

L'attribution de ce panneau est longtemps incertaine, oscillant entre Hugo van der Goes et Jan van Eyck. Cependant, Hans Memling est reconnu comme l'auteur depuis 1902, à la suite de l'exposition Les Primitifs flamands à Bruges, où l'œuvre est présentée par Léopold Goldschmidt. En 1916, Max Jakob Friedländer confirme cette attribution et date l'œuvre aux alentours de 1475. L'historienne de l'art Catheline Périer-d'Ieteren, soulignant la rareté des dessins préparatoires sous-jacents dans les portraits de Memling, met en évidence la présence de « lignes incisées fines mais assurées » sur ce panneau. Elle suggère qu'il pourrait s'agir d'esquisses préliminaires du visage de Maria Portinari, potentiellement réalisées d'après nature.
Le triptyque figure dans l'inventaire des biens de Tommaso Portinari établi après sa mort. Les panneaux conservés à New York sont transmis à son fils, Francesco Portinari. Le panneau central est décrit dans le testament de ce dernier, daté de 1544, comme « un petit tabernacle à trois volets mobiles, représentant la glorieuse Vierge Marie ainsi que le père et la mère du testateur ». Francesco Portinari lègue le triptyque au couvent de l'hôpital Santa Maria Nuova à Florence. Les archives documentent la présence d'un retable triptyque intact au sein de l'hôpital jusqu'à l'époque de l'occupation napoléonienne, période durant laquelle il est vraisemblablement démembré.

## Parcours de l'œuvre
Attribuée initialement à Dirk Bouts, le panneau représentant Maria Portinari est vendu en 1870 pour la somme de 6 000 francs. Elle passe ensuite par diverses collections privées avant d'être acquise par Elia Volpi à Rome, qui la ramène brièvement à Florence. À partir de 1901, les panneaux du triptyque sont conservés à Londres, d'où ils sont vendus à Villeroy Goldschmidt pour 426 500 dollars, en 1910. La même année, le collectionneur new-yorkais Benjamin Altman, conseillé par Max Friedländer, les acquiert, ainsi que des œuvres d'Albrecht Dürer, Gérard David et Hans Holbein le Jeune. Les œuvres de cette acquisition, caractérisées par une « grave austérité », semblent correspondre au goût personnel d'Altman. Ce dernier lègue sa collection au Metropolitan Museum of Art à sa mort en 1913,.